# Absolventenabzeichen (MdI)

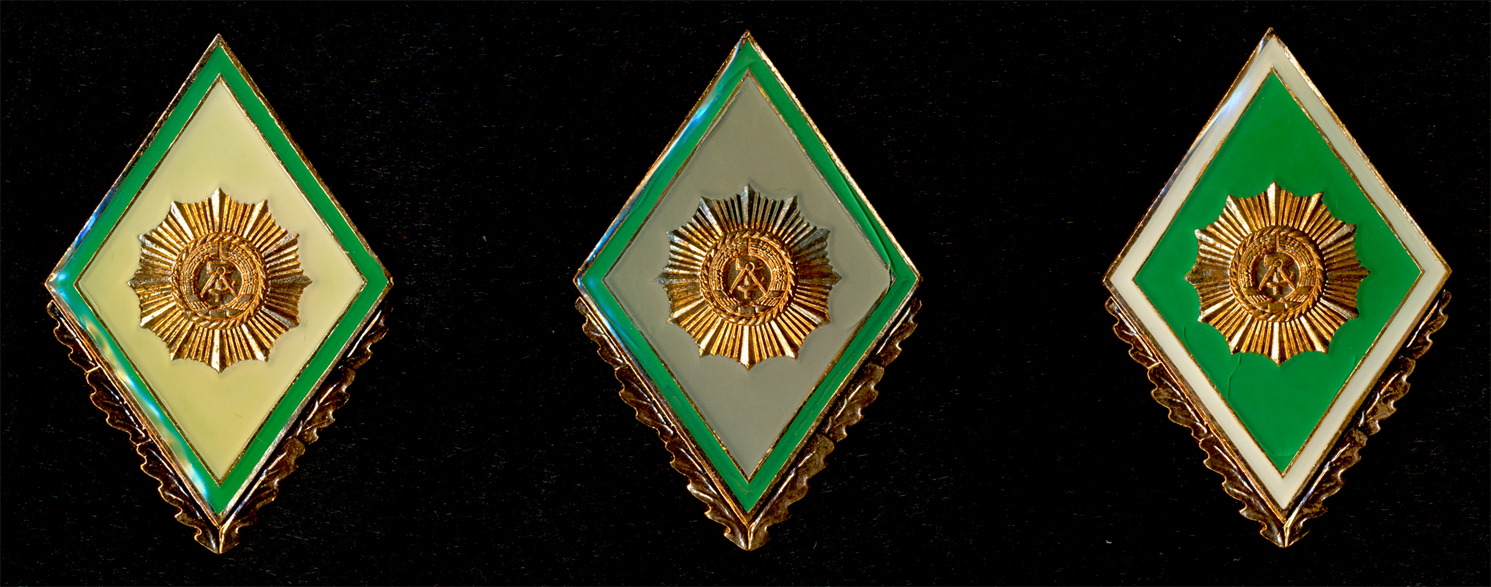
Absolventenabzeichen (v. l. n. r.:)
1. Hochschule der Deutschen Volkspolizei "Karl Liebknecht", Berlin
2. einer zivilen Universität oder Hochschule
3. OHS des MDI "Artur Becker" – Bereitschaften, Dresden

Die Absolventenabzeichen (MdI) waren im Fachbereich des Ministeriums des Innern (MdI) der Deutschen Demokratischen Republik (DDR) verliehene nichtstaatliche Auszeichnungen für Offiziere, die ein Studium an einer Hochschule des MdI, zivilen Universität oder Hochschulen der DDR absolviert hatten.

## Verleihung
Die Verleihung der Absolventenabzeichen erfolgte in drei verschiedenen Ausführungen und war wie folgt untergliedert:
- Absolventenabzeichen für Offiziere des MdI, die ein Studium an der Hochschule der Deutschen Volkspolizei Karl Liebknecht Berlin absolviert hatten
- Absolventenabzeichen für Offiziere des MdI, die ein Studium an einer zivilen Universitäten oder Hochschule absolviert hatten
- Absolventenabzeichen für Absolventen der Offiziershochschule des Ministeriums des Innern Artur Becker – Bereitschaften Dresden

## Aussehen
Die Absolventenabzeichen haben die Form eines Rhombus, wobei die untere Hälfte des Abzeichens von zwei Lorbeerzweigen flankiert wird. Mittig des Abzeichens, welches 30 mm breit und 45 mm hoch ist, ist ein goldener Polizeistern zu sehen. Das Mittelfeld ist bei dem Absolventenabzeichen der Hochschule der Deutschen Volkspolizei sowie der zivilen Universitäten und Hochschulen weiß gehalten. Das der Offiziershochschule ist dagegen grün. Die Rückseite aller Abzeichen ist glatt gehalten. Überzogen war das ganze abschließend mit Polyesterharz.

## Geschichte
In Anlehnung an die Tradition der Verleihung von Absolventenabzeichen in der Sowjetunion wurde dies für die bewaffneten Organe der DDR eingeführt. So stiftete das MdI 1970 erstmals ein Absolventenabzeichen für Offiziere, die ein Studium an der Hochschule der Volkspolizei „Karl Liebknecht“ absolviert hatten. Die Stiftung der Absolventenabzeichens für Abschlüsse an zivilen Universitäten oder Hochschulen sowie für ein Studium an der Offiziershochschule des MdI geht auf das Jahr 1985 zurück. Absolventenabzeichen hatten als Statussymbol einen hohen Stellenwert und wurden im Jahre 1990 letztmals verliehen. Mit der Auflösung des MdI und der DVP wurde diese Tradition eingestellt. Das bereits geplante Absolventenabzeichen des Ministeriums für innere Angelegenheiten (MfiA), als Nachfolgeressort des MdI, wurde vor der deutschen Wiedervereinigung nicht mehr verliehen.

## Tragweise
Die Absolventenabzeichen des MdI waren keine staatliche Auszeichnung. Ähnlich wie in den anderen bewaffneten Organen waren diese deshalb ebenfalls grundsätzlich an der rechten Seite der Uniformjacke zu getragen. Sie waren in der Mitte unmittelbar über der Brusttasche zu befestigen. Andere Absolventenabzeichen, wie beispielsweise einer anderen Offiziershochschule der DDR oder der Militärakademie „Friedrich Engels“, wurden links neben dem Absolventenabzeichen des MdI getragen. Seit November 1990 werden Absolventenabzeichen jeglicher Art durch ehemalige Angehörige des MdI, die in den Polizeidienst der Länder und des Bundes übernommen wurden, nicht mehr getragen.